# August von Leublfing
August von Leublfing, född 1614, död 15 november 1632, var Gustav II Adolfs livpage.
Leublfing var son till den protestantiske krigsöversten i Nürnberg Hans von Leublfing (död 1648), och blev i mars 1632 livpage hos kungen. Han var ständigt i dennes närhet, och påträffades efter slaget vid Lützen 6 november samma år dödligt sårad invid kungens lik och dog i Naumburg an der Saale 15 november. Enligt fadern Hans von Leublfings visserligen betvivlade men på uppgifter från den döendes omgivning grundade och i vissa stycken av andra källor bestyrkta uppgifter offrade Leublfing sitt liv under fruktlösa försök att rädda kungens liv.